# Cartas para una víctima
Cartas para una víctima é uma telenovela mexicana, produzida pela Televisa e exibida pelo El Canal de las Estrellas entre 13 de setembro de 1978 e 24 de janeiro de 1979.
Foi uma mini telenovela semanal exibida nas quartas feiras às 17:30.

## Elenco
- Julissa
- José Alonso
- Frank Moro
- Miguel Manzano